# Филандеры
Филандеры (лат. Thylogale) — род мелких кенгуровых. Обычно встречаются в лесах. Филандеры — самые мелкие представители семейства кенгуровых. Их английское название «pademelon» — искажённое «badimaliyan», так эти животные называются на языке даруг, распространённом в районе Порт-Джексона, недалеко от Сиднея.

## Распространение и места обитания
Филандеры, валлаби и кенгуру очень похожи друг на друга своим строением. Деление этих животных на 3 перечисленные группы отражает только разницу в размерах животных. Изначально филандеры назывались «малыми валлаби», но потом было принято современное более удобное название.
Кроме малого размера, филандеры отличаются от валлаби также внешним видом своих хвостов. Хвост филандера короче и толще, чем у валлаби, а шерсть на нём реже.
Красношеий филандер встречается в прибрежных районах Квинсленда и Нового Южного Уэльса. В некоторых районах ареал этого вида резко сократился. Красноногий филандер встречается там же, а также и в южных и центральных районах Новой Гвинеи. Краснобрюхий филандер многочислен в Тасмании. Новогвинейский филандер живёт на Папуа-Новой Гвинее и прилегающих островах. Раньше, в книге «Путешествия» Корнелиса де Брюйна, впервые опубликованной в 1698, этот вид назывался «Philander». Де Брайн же дал сумеречному филандеру и его латинское название.
Естественная среда обитания филандеров — густые заросли кустарников или густой подлесок. В болотистых местах филандеры прокладывают тропинки сквозь кустарник или заросли травы.

## Угрозы
Мясо филандеров когда-то считалось ценным продуктом. Как белые поселенцы, так и аборигены долгое время употребляли филандеров в пищу. Хотя мясо филандеров (как и мясо всех кенгуровых) бедно жирами и холестерином, многие австралийцы предпочитают ему более обычное мясо: говядину, свинину, баранину.
На филандеров охотились ради их мяса и мягкого меха. Однако их численность сократилась также из-за влияния ввезённых человеком хищников: одичавших кошек, собак и лисиц. Массовое размножение ввезённых в Австралию кроликов также создало филандерам проблемы: кролики питались теми же травами и конкурировали с филандерами за пищу. Кроме того, расчистка земель под застройку и сельхозугодья вынуждает кенгуру и валлаби переселяться в места первоначального обитания филандеров и опять же конкурировать с ними за пищу.
Тасманийские филандеры были важным объектом охоты для сумчатого волка. Сейчас на них охотятся пятнистые сумчатые куницы, тасманийские дьяволы, питоны и клинохвостые орлы. Несмотря на такое большое количество хищников, этот вид многочислен на Тасмании и прилегающих небольших островах. Время от времени тасманийских филандеров отстреливают, чтобы не дать им слишком размножиться и повредить землям.

## Виды
Род Thylogale включает 6—7 видов:
- Тасманийский филандер (Thylogale billardierii), или краснобрюхий филандер[1]
- Thylogale browni
- Новогвинейский филандер (Thylogale brunii)
- Thylogale calabyi
- Thylogale lanatus — иногда рассматривается как подвид T. browni[6][7]
- Красноногий филандер (Thylogale stigmatica)
- Красношеий филандер (Thylogale thetis)